# Formula 1: Drive to Survive
Formula 1: Drive to Survive ist eine Dokumentarserie des US-amerikanischen Streamingdienstes Netflix. Die Serie verfolgte in ihrer ersten Staffel die Formel-1-Saison 2018 aus der Sicht der Teams und Fahrer der zweiten Reihe in ihrem Kampf um den informellen Titel „Best of the Rest“. Der Wettstreit der Top-Teams Mercedes und Ferrari wurde in der ersten Staffel ausgespart, weil die Teams als einzige keine Drehgenehmigung erteilten. Seit Staffel 2 wird bei allen zehn Teams gedreht.

## Inhalt und Produktion
Durch Interviews und Aufnahmen des Boxenfunks gibt die Serie detaillierte Einblicke in die Rennabläufe und in das Konkurrenzverhältnis der Fahrer untereinander. Zu den Protagonisten gehören Romain Grosjean, Daniel Ricciardo, Nico Hülkenberg, Esteban Ocon und Max Verstappen. Daneben gilt die Aufmerksamkeit zahlreicher Interviews und Aufnahmen vor allem den Teamchefs, wie Christian Horner (Red Bull Racing), Günther Steiner (Haas F1 Team), Cyril Abiteboul (Renault Sport F1 Team), Claire Williams (Williams F1), Vijay Mallya (Force India) und Zak Brown (McLaren Racing).
Das Format entstand unter der Leitung von James Gay-Rees für die britische Produktionsfirma Box to Box Films im Auftrag von Liberty Media, der Eigentümerin der Formel 1. Die Premiere war am 8. März 2019.

### Staffel 1: Weltmeisterschaft 2018
Die zehnteilige Serie ist die „erste, die den Zuschauer wirklich in die Cockpits, das Fahrerlager und das Leben der Hauptakteure der Formel 1 eintauchen lässt“. Die Serie deckt die Formel-1-Weltmeisterschaft 2018 ab und hat „unvergleichlichen und exklusiven Zugang zu den schnellsten Fahrern der Welt, Teamchefs und Besitzern sowie dem Management-Team der Formel 1 selbst“.

### Staffel 2: Weltmeisterschaft 2019
Die zehnteilige Serie deckt die Formel-1-Weltmeisterschaft 2019  ab und umfasste jedes Team, einschließlich Ferrari und Mercedes, die Netflix in der ersten Staffel nicht erlaubt hatten, über ihre Teams zu berichten. Die zweite Staffel „besuchte Daniel Ricciardo bei Renault, verfolgte Pierre Gaslys emotionale Achterbahnfahrt eines Jahres und warf ein Schlaglicht auf das belgische Grand-Prix-Wochenende, das durch den Tod des Formel-2-Piloten Anthoine Hubert während des Hauptrennens überschattet wurde.“ Die zweite Staffel wurde am 28. Februar 2020 veröffentlicht.

### Staffel 3: Weltmeisterschaft 2020
Die Produktion der dritten Staffel der Show, die die Formel-1-Weltmeisterschaft 2020 abdeckte, wurde im August 2020, bestätigt, nachdem bereits zum Saisonauftakt in Österreich einen Monat zuvor das erste Kamerateam von Netflix gesichtet wurde. Sie feierte am 19. März 2021 Premiere und setzte einige Fahrergeschichten aus der vorherigen Saison fort, wie Daniel Ricciardos Unzufriedenheit bei Renault und Pierre Gaslys Versuche, seinen verlorenen Sitz bei Red Bull wiederzuerlangen. Außerdem ging es um die Auswirkungen der COVID-19-Pandemie auf die Saison, den Kampf der Scuderia Ferrari, nach der Power-Unit-Kontroverse des Vorjahres konkurrenzfähig zu bleiben, und Romain Grosjeans schweren Unfall beim Grand Prix von Bahrain.

### Staffel 4: Weltmeisterschaft 2021
Am 26. August 2021 wurde seitens Netflix offiziell die vierte Staffel angekündigt, die sich mit der Formel-1-Weltmeisterschaft 2021 und damit dem spannenden Titelrennen zwischen Herausforderer Max Verstappen und Titelverteidiger Lewis Hamilton befasst. Die zehn Episoden wurden am 11. März 2022 auf Netflix veröffentlicht. Max Verstappen hatte einige Wochen vor Veröffentlichung angekündigt, dass er wegen Überdramatisierung in der dritten Staffel, keine Interviews gegeben habe.

### Staffel 5: Weltmeisterschaft 2022
Die zehn Episoden der 5. Staffel wurden am 24. Februar 2023 auf Netflix veröffentlicht und dokumentieren die Formel-1-Weltmeisterschaft 2022. Diese Staffel thematisiert die Schwierigkeiten der Scuderia Ferrari, des Mercedes W13, den Weg zum Sieg von Sergio Pérez beim Großen Preis von Monaco, die Kontroverse um Oscar Piastris Vertragsstreit und Daniel Ricciardos Kämpfe bei McLaren. Red-Bull-Pilot Max Verstappen bestätigte, dass er für Staffel 5 wieder Interviews gegeben hat, nachdem er in der Vergangenheit kritisiert hatte, dass Ereignisse, die während der Weltmeisterschaften passiert sind, erfunden wurden.

### Staffel 6: Weltmeisterschaft 2023
Die zehn Episoden der 6. Staffel wurden am 23. Februar 2024 auf Netflix veröffentlicht und dokumentieren die Formel-1-Weltmeisterschaft 2023. Inhaltlich befasst sie sich unter anderem mit Nyck de Vries’ schwieriger Saison, Daniel Ricciardos Rückkehr, dem Sieg von Carlos Sainz in Singapur und Max Verstappens dominanter Weltmeisterschaft.

### Staffel 7: Weltmeisterschaft 2024
Die zehn Episoden der 7. Staffel wurden am 7. März 2025 auf Netflix veröffentlicht und dokumentieren die Formel-1-Weltmeisterschaft 2024.

## Episodenliste

### Staffel 1
| Nr. (ges.) | Nr. (St.) | Deutscher Titel        | Originaltitel       |
| --- | --------- | ---------------------- | ------------------- |
| 1 | 1         | Es ist noch alles drin | All to Play For     |
| Red-Bull-Racing-Pilot Daniel Ricciardo bereitet sich auf das erste Rennen der seiner Meinung nach wichtigsten Saison seiner Karriere vor. Eine Strafe im Qualifying erschwert sein Rennen, und er wird Vierter. Währenddessen genießt Haas ihr bisher stärkstes Qualifying, aber ihr Rennen endet in einem Herzschmerz, als Fehler in der Box dazu führen, dass beide Fahrer ausscheiden. |           |                        |                     |
| 2 | 2         | Der König von Spanien  | The King of Spain   |
| Carlos Sainz Jr. reflektiert über die ersten Rennen der Saison, seine laufenden Kämpfe mit seinem Idol Fernando Alonso und das Leben als Sohn eines Weltmeisters. In Aserbaidschan holt er das beste Ergebnis seiner Karriere, beim Großen Preis von Spanien setzt er sich gegen Alonso durch. Red Bull Racing-Teamchef Christian Horner muss sich mit den Folgen einer Kollision zwischen Ricciardo und Teamkollege Max Verstappen in Aserbaidschan auseinandersetzen, die beide Fahrer aus dem Rennen wirft. |           |                        |                     |
| 3 | 3         | Erlösung               | Redemption          |
| Ricciardo geht in das Grand-Prix-Wochenende von Monaco und stellt seine Zukunft bei Red Bull in Frage. Ein Unfall im Freien Training bedeutet, dass Verstappen sich nicht qualifizieren kann und das Rennen vom letzten Platz aus startet. Ricciardo qualifiziert sich auf der Pole Position und führt in der Anfangsphase des Rennens, aber ein Motorschaden lässt ihn mit weniger Leistung zurück. Am Ende hält er dem Druck von Ferrari-Pilot Sebastian Vettel stand und gewinnt. Währenddessen kämpft Williams mit einer schlechten Serie von Ergebnissen und fällt in der Startaufstellung weiter zurück. |           |                        |                     |
| 4 | 4         | Kriegskunst            | The Art of War      |
| Horner verwickelt sich in einen Krieg der Worte mit Renault-Teamchef Cyril Abiteboul über deren Motorenversorgung. Horner ist unzufrieden mit der Leistung und Zuverlässigkeit von Renault, während Abiteboul gegen Horners öffentliche Kritik zurückschlägt. Horner entscheidet sich schließlich, die Beziehung mit Renault zu beenden und 2019 zu Honda zu wechseln. Da er das Gefühl hat, dass Red Bull Verstappen bevorzugt und Honda immer noch unbewährt ist, entscheidet sich Ricciardo, das Team zu verlassen und 2019 zu Renault zu wechseln. Obwohl Horner ihn öffentlich unterstützt, beginnt Ricciardo, sich innerhalb des Teams isoliert zu fühlen. In der Zwischenzeit bedeutet Ricciardos Vertrag mit Renault, dass Sainz Jr. 2019 ohne einen Vertrag ist. |           |                        |                     |
| 5 | 5         | Ärger an der Spitze    | Trouble at the Top  |
| In der Vorbereitung auf den britischen Grand Prix stehen McLaren und Force India vor sehr unterschiedlichen Problemen. McLaren-Teamchef Éric Boullier tritt wegen der schlechten Leistung des Teams zurück und überlässt CEO Zak Brown den Versuch, das Team wieder aufzubauen, während es mit einem nicht konkurrenzfähigen Auto kämpft. Force India-Teamchef Vijay Mallya versucht, mit rechtlichen Problemen umzugehen, die aus dem Zusammenbruch seiner Fluggesellschaft im Jahr 2013 resultieren. Im Rennen konnte Force Indias Esteban Ocon beide McLarens schlagen, während Sergio Pérez in einen Unfall in der ersten Kurve verwickelt wurde. Mit diesem Ergebnis übernimmt Force India den sechsten Platz von McLaren in der Konstrukteurs-Weltmeisterschaft, aber drei Wochen später wird das Team unter Insolvenzverwaltung gestellt.                                                                   |           |                        |                     |
| 6 | 6         | Alles oder nichts      | All or Nothing      |
| Force India wird von einem Konsortium unter der Leitung des Milliardärs Lawrence Stroll gerettet. Der Deal geht jedoch mit der Erwartung einher, dass Strolls Sohn Lance 2019 für das Team fahren wird. Damit kämpfen Ocon und Pérez um den einzigen verbleibenden Platz, was durch ihre schlechte Beziehung weiter verkompliziert wird, da die beiden 2017 schon einmal aneinandergeraten sind. Die Dinge spitzen sich zu, als sie in der ersten Runde des Großen Preises von Singapur kollidieren und Ocon aus dem Rennen zwingen. Pérez’ Frustration führt dazu, dass er später im Rennen mit Sergey Sirotkin kollidiert, der daraufhin ebenfalls ausscheidet. In Mexiko verkündet Force India, dass Pérez Partner von Lance Stroll wird, wodurch Ocon ohne Sitz bleibt. Ocon nutzt die letzten Rennen der Saison, um anderen Teams sein Potenzial zu zeigen, kann sich aber letztlich keinen Platz sichern.    |           |                        |                     |
| 7 | 7         | Kühlen Kopf bewahren   | Keeping Your Head   |
| Haas-Pilot Romain Grosjean hat einen schwierigen Start in die Saison hinter sich, zu dem auch Fehler in Aserbaidschan und Spanien gehören. Während Grosjean sich Selbstzweifel eingesteht, versuchen Teambesitzer Gene Haas und Teamchef Günther Steiner, einen Weg zu finden, Grosjeans Speed in Konstanz zu kanalisieren. Sie hoffen, dass der bevorstehende Grand Prix von Frankreich – Grosjeans Heimrennen – ihm die Möglichkeit bietet, sich zu amüsieren und einen Platz in den Punkten zu sichern. Während sich das Auto zu Beginn als schnell erweist, bedeutet ein weiterer Fahrerfehler, dass Grosjean sich schlecht qualifiziert. Er beendet den Grand Prix als Elfter, nachdem er zweimal von der Strecke gedrängt und von anderen Fahrern leicht überholt wurde. Steiner unterstützt Grosjean weiterhin, gibt aber zu, dass er ernsthaft darüber nachdenken muss, Grosjean 2019 zu ersetzen.         |           |                        |                     |
| 8 | 8         | Die nächste Generation | The Next Generation |
| Die Folge folgt den Rookie-Piloten Pierre Gasly und Charles Leclerc bei der Vorbereitung auf den Großen Preis von Singapur, der als das härteste Rennen im Kalender gilt. Red Bull Racing benennt Gasly als Ersatz für Daniel Ricciardo, während die Ankündigung, dass Kimi Räikkönen Ferrari verlassen wird, zu Spekulationen führt, dass Ferrari erwägt, Leclerc für die Saison 2019 zu verpflichten. Gasly und Leclerc kämpfen während des gesamten Rennens gegeneinander, wobei Leclerc vor Gasly ins Ziel kommt. Währenddessen versucht Leclercs Teamkollege Marcus Ericsson nach einem Unfall im Training zum Großen Preis von Italien sein Selbstvertrauen wieder aufzubauen. Ericsson verpasst in Singapur Punkte, und sein Team gibt später bekannt, dass sie seinen Vertrag nicht verlängern werden. Ferrari verpflichtet Leclerc, der damit das Andenken an seinen Patenonkel Jules Bianchi ehren will. |           |                        |                     |
| 9 | 9         | Stars and Stripes      | Stars and Stripes   |
| In der Zeit seit dem Grand Prix von Frankreich hat sich Haas neu formiert und hat gegen Ende der Meisterschaft die Chance, den vierten Platz in der Konstrukteurs-Weltmeisterschaft zu erreichen. Das schürt die Rivalität mit Renault vor dem Großen Preis der USA. Nach einem Unfall in der ersten Runde scheidet Grosjean aus, während Carlos Sainz Jr. von Renault eine Strafe erhält, weil er von der Strecke abgekommen ist und sich einen Vorteil verschafft hat. Das Rennen um Platz vier entscheidet sich zwischen Nico Hülkenberg von Renault und Kevin Magnussen von Haas, die zufällig erbitterte Rivalen sind. Hülkenberg entwickelt spät im Rennen ein Reifenproblem, hält sich aber auf Platz sechs. Das Ergebnis bedeutet, dass Renault sich den vierten Platz in der Konstrukteurswertung sichert, während Haas über die verpasste Chance nachdenkt.                                              |           |                        |                     |
| 10 | 10        | Das letzte Rennen      | Crossing the Line   |
| Red Bull Racing bereitet sich auf das letzte Rennen der Saison vor. Ricciardo verabschiedet sich vom Team, während Verstappen wegen eines Zwischenfalls mit Esteban Ocon nach dem Großen Preis von Brasilien ins Visier genommen wird. Verstappen erwischt einen schlechten Start ins Rennen, aber das Team gibt ihm die bevorzugte Strategie und er beendet das Rennen vor Ricciardo als Dritter. Währenddessen gibt Fernando Alonso seinen Rücktritt aus der Formel 1 bekannt und McLaren beginnt mit der Verpflichtung von Carlos Sainz Jr. und Formel-2-Pilot Lando Norris mit den Vorbereitungen für 2019. Günther Steiner, Christian Horner und Cyril Abiteboul sprechen über ihre Pläne für 2019 und wie sie mit den Top-Teams kämpfen wollen. |           |                        |                     |
| Am 8. März 2019 wurden alle Folgen der Staffel gleichzeitig bei Netflix veröffentlicht. |           |                        |                     |

### Staffel 2
| Nr. (ges.) | Nr. (St.) | Deutscher Titel          | Originaltitel        |
| --- | --------- | ------------------------ | -------------------- |
| 11 | 1         | Lichter aus              | Lights Out           |
| Die Formel-1-Weltmeisterschaft 2019 beginnt mit dem Großen Preis von Australien in Melbourne, und die Fahrer machen sich auf eine Kreuzfahrt, um der Saisoneröffnung beizuwohnen. Daniel Ricciardo wird seinem neuen Team, Renault, vorgestellt, während Red-Bull-Teamchef Christian Horner hofft, dass der Einsatz von Honda-Motoren für Red Bull gut funktioniert. Für 2019 peilt das Haas F1 Team den vierten Platz in der Meisterschaft an. Fast unmittelbar nach dem Start des Rennens verliert Daniel Ricciardo seinen Frontflügel und scheidet daraufhin bei seinem Heimrennen aus. Grosjean scheidet aus, nachdem sich eines seiner Räder gelöst hat. In der Zwischenzeit schafft es Max Verstappen, an Sebastian Vettel vorbei auf Platz 3 zu fahren (das ist Hondas erstes Podium seit seiner Rückkehr in die F1), und Kevin Magnussen erreicht einen zufriedenstellenden sechsten Platz. |           |                          |                      |
| 12 | 2         | Am Siedepunkt            | Boiling Point        |
| Das Haas F1 Team hat mit Rich Energy einen Sponsor bekommen. Ihre Formel-1-Saison 2019 hat jedoch sehr schlecht begonnen, denn sie sind derzeit Neunter in der Meisterschaft. Beim Großen Preis von Österreich hofft das Team, das Blatt zu wenden. Es fängt gut an, Kevin Magnussen qualifiziert sich als Fünfter, wenn auch mit einer Startplatzstrafe von fünf Plätzen. Während des Rennens werden die Fahrer jedoch leicht von den Autos aus dem Mittelfeld überholt und sie kommen sogar hinter dem Schlusslicht Williams ins Ziel. Vor dem britischen Grand Prix beendet Rich Energy sein Sponsoring mit Haas wegen schlechter Leistungen. Das Team lässt Romain Grosjean das Auto fahren, das sie beim Großen Preis von Australien eingesetzt haben und das konkurrenzfähig war. Im Rennen krachen Grosjean und Magnussen ineinander, was sie zur Aufgabe des Rennens zwingt. Günther Steiner ermahnt sie, weil sie das Team im Stich gelassen haben und droht, sie zu feuern, während Teambesitzer Gene Haas das langfristige Engagement des Teams in der Formel 1 in Frage stellt. |           |                          |                      |
| 13 | 3         | Harte Konkurrenz         | Dogfight             |
| Das Schicksal von Daniel Ricciardo, der Carlos Sainz bei Renault ersetzt hat, wird mit dem des letzteren verglichen, der jetzt für McLaren fährt. In der Folge wird Ricciardos Entscheidung zwischen einem Wechsel zu McLaren oder Renault nach 2018 untersucht. Währenddessen hofft Sainz, dass sein Wechsel zu McLaren gut für ihn ausgeht, da McLaren in den letzten Jahren schlecht abgeschnitten hat. Beim Großen Preis von Aserbaidschan und Spanien geht es für Sainz nach den unglücklichen ersten Rennen wieder aufwärts, während Ricciardo damit kämpft, sich mit dem Renault-Auto anzufreunden. Ricciardo hofft, die Situation, die er im bisherigen Saisonverlauf erlebt hat, umzukehren. |           |                          |                      |
| 14 | 4         | Dunkle Tage              | Dark Days            |
| Mercedes hat die Formel 1 in den vergangenen fünf Jahren dominiert und strebt nun die sechste Formel-1-Weltmeisterschaft in Folge an. Teamchef Toto Wolff erklärt, wie der ehemalige dreimalige Formel-1-Weltmeister Niki Lauda maßgeblich am Aufstieg beteiligt war. Leider verstirbt Niki Lauda vor dem Großen Preis von Monaco. Lewis Hamilton, fünfmaliger Formel-1-Weltmeister, widmet ihm seinen Sieg in Monaco. Beim Großen Preis von Deutschland feiert Mercedes sein 125-jähriges Jubiläum im Motorsport und den 200. Grand-Prix-Start. Allerdings fängt sich Hamilton eine Grippe ein, die sich im Fahrerlager ausgebreitet hat. Im Qualifying sichert er sich die Pole-Position, während sich sein Teamkollege Valtteri Bottas auf Platz 3 qualifiziert. Im Rennen dominiert Hamilton die Anfangsphase, doch als er in der vorletzten Kurve kollidiert, geht alles schief. Das Team beordert ihn an die Box, um seinen gebrochenen Frontflügel zu ersetzen, aber er wird bestraft, weil er auf der falschen Seite des Pollers gefahren ist. Das Team braucht fast eine Minute, um den Job zu erledigen, was ihn in der Reihenfolge deutlich zurückwirft. Bottas scheidet aus dem Rennen aus, nachdem er bei der Verfolgung eines anderen Autos um Platz drei gestürzt ist. Hamilton kommt nach zahlreichen Fehlern auf Platz 11 ins Ziel. Toto Wolff versichert Hamilton, dass sie aus dem desaströsen Wochenende lernen und stärker zurückkommen werden, und erinnert an Niki Lauda. |           |                          |                      |
| 15 | 5         | Hohe Erwartungen         | Great Expectations   |
| Red Bull liefert bisher gute Ergebnisse mit dem weitaus zuverlässigeren Honda-Motor. Allerdings hat der neu beförderte Pierre Gasly mit dem Auto zu kämpfen, während er von Max Verstappen komplett überrundet wird. Teamchef Christian Horner ist jedoch geduldig und hofft, dass Gasly sich in seinem neuen Team zurechtfindet und sich eingewöhnt. Beim Großen Preis von Monaco qualifiziert sich Verstappen wieder vor Gasly. Verstappen kämpft gegen Hamilton um den Sieg, scheitert aber am Ende. Gasly kommt als Fünfter ins Ziel, nicht annähernd so schnell wie die anderen Spitzenreiter. Beim Großen Preis von Kanada geht Red Bull die Geduld mit Gasly aus, da er sich schlecht qualifiziert und im Rennen ins Mittelfeld zurückrutscht. In Österreich gewinnt Max Verstappen das Rennen, indem er Charles Leclerc in den letzten Runden überholt, während Gasly mit einer Runde Rückstand auf seinen Teamkollegen ins Ziel kommt. Christian Horner fragt sich, „wer der richtige Partner für Verstappen ist“. |           |                          |                      |
| 16 | 6         | Rasende Bulls            | Raging Bulls         |
| Red Bull Racing hat beschlossen, Gasly aus seinem Vertrag bei Red Bull zu entlassen und ihn zurück zu Toro Rosso zu degradieren. Er wird durch den thailändischen Rookie-Fahrer Alexander Albon ersetzt, der zuvor für Toro Rosso fuhr. Red Bull wird die Leistungen im Jahr 2019 auswerten und dann die Fahreraufstellung für 2020 wählen. Beim Großen Preis von Belgien qualifiziert sich Albon gut, muss aber wegen einer Motorstrafe ganz hinten in der Startaufstellung starten. Während eines Formel-2-Rennens wird der Fahrer Anthoine Hubert in eine Hochgeschwindigkeitskollision mit mehreren anderen Fahrern verwickelt und kommt dabei ums Leben. Es stellt sich heraus, dass Hubert einer der besten Freunde von Gasly war. Am nächsten Morgen betrauern alle Fahrer und Teams den Verlust von Hubert. Während des Rennens kollidiert Verstappen mit Kimi Räikkönen, wodurch beide ausscheiden. Albon schafft es, sich auf den fünften Platz vorzukämpfen, während Gasly auf einem guten neunten Platz ins Ziel kommt. Die Folge ist Anthoine Hubert gewidmet. |           |                          |                      |
| 17 | 7         | Rot sehen                | Seeing Red           |
| Ferrari tut sich seit Jahren schwer damit, Mercedes die Konstrukteursmeisterschaft streitig zu machen. Dabei hilft auch die teaminterne Rivalität zwischen Sebastian Vettel und Charles Leclerc nicht. Vettel steht unter Druck, bessere Leistungen zu erbringen, da er weitaus erfahrener ist als Leclerc und Ferrari ihn zum Fahrer Nr. 1 gemacht hat. Beim Großen Preis von Italien gewinnt Leclerc, was der erste Sieg von Ferrari auf heimischem Boden seit mehr als 10 Jahren ist, während Vettel nach einem Dreher nur einen miserablen 13. Ihre Rivalität wird in Singapur und Russland weiter vertieft. Beim Großen Preis der Vereinigten Staaten hat Leclerc im freien Training ein Motorproblem. Vettel schafft es, sich auf Platz 2 zu qualifizieren, vor Leclerc auf Platz 4. Im Rennen rutscht Vettel jedoch schnell ab und scheidet schließlich nach einem Aufhängungsschaden aus, während Leclerc auf Platz 4 ins Ziel kommt. Vettel gibt zu, dass er Leclerc unterschätzt hat, und Ferrari-Teamchef Mattia Binotto beschließt, die beiden in der nächsten Saison auf Augenhöhe zu behandeln. |           |                          |                      |
| 18 | 8         | Stuhltanz                | Musical Chairs       |
| Renault-Pilot Nico Hülkenberg setzt seinen Frust darüber fort, in seiner Formel-1-Karriere keine Siege oder gar Podestplätze errungen zu haben. Der Wechsel von Daniel Ricciardo zu Renault setzt ihn unter Druck, da Ricciardo ein bewährter Rennsieger ist. In Kanada versucht Nico Hülkenberg, Ricciardo für den sechsten Platz zu überholen, aber Renault befiehlt ihm, ihn nicht zu überholen. Beim Großen Preis von Frankreich (dem Heimrennen von Renault) belegen Ricciardo und Hülkenberg die Plätze 7 und 8, aber eine Fünf-Sekunden-Zeitstrafe wegen Verlassens der Strecke und Erlangung eines Vorteils degradiert Ricciardo auf Platz 11. Beim Großen Preis von Deutschland scheidet Ricciardo aus, nachdem sein Auto Probleme mit der Zuverlässigkeit des Motors hat. Nico Hülkenberg hat bei seinem Heimrennen eine große Chance auf einen Podiumsplatz, doch in der vorletzten Kurve kracht sein Auto in die Leitplanken. Teamchef Cyril Abiteboul verrät, dass es in seinem Vertrag für das Team (der dieses Jahr ausläuft) eine Leistungsklausel gab, die er bisher nicht erfüllt hat. Abiteboul bespricht mit Toto Wolff, Esteban Ocon, der Reservefahrer bei Mercedes ist, als Ersatz für Hülkenberg bei Renault zu holen. Er kündigt an, dass das Fahreraufgebot für 2020 aus Ricciardo und Ocon bestehen wird. |           |                          |                      |
| 19 | 9         | Blut, Schweiß und Tränen | Blood, Sweat & Tears |
| Das Williams-Team erlebte 2018 seine bisher schlechteste Saison. Für 2019 will man die Misere des letzten Jahres nicht wiederholen. Als Teil ihres Wiederaufbaus hat Williams bedeutende Veränderungen in ihren Abteilungen vorgenommen. Die stellvertretende Teamchefin Claire Williams hat den renommierten Ingenieur Paddy Lowe als leitenden technischen Direktor eingestellt. Für ihre Fahreraufstellung haben sie den 2018er F2-Champion und Mercedes-Juniorfahrer George Russell und Robert Kubica engagiert, der früher in der Formel 1 war, aber seine Karriere durch einen Autounfall unterbrochen wurde. Allerdings gibt es viele Probleme mit dem Auto, das sie bauen, es fehlen sogar grundlegende Dinge wie Radmuttern. Das Ergebnis ist, dass sie sehr hinter dem Zeitplan zurückliegen und die ersten beiden Tage der Vorsaisontests verpassen, um das Auto zu bauen. Paddy Lowe verlässt das Team, nachdem er sich geweigert hat, die Verantwortung für die Misere von Williams zu übernehmen. Ein paar Monate später, beim britischen Grand Prix, liegt Williams zum zweiten Mal in Folge auf dem letzten Platz der Konstrukteursmeisterschaft. George Russell stellt fest, dass sich das Auto furchtbar anfühlt und dass er mit niemandem sonst wirklich Rennen fährt, weil das Williams-Auto sehr weit weg von der Pace ist. Claire Williams drückt ihren Wunsch aus, das Erbe ihres Vaters zu schützen und die Geschicke von Williams zu verbessern. |           |                          |                      |
| 20 | 10        | Zielflagge               | Checkered Flag       |
| Vor dem Großen Preis von Brasilien wurde bestätigt, dass Alex Albon für 2020 für Red Bull fahren wird. Seit er zu Toro Rosso zurückgekehrt ist, zeigt Gasly gute Leistungen. Währenddessen fährt Carlos Sainz seine bisher beste Saison und holt konstant Punkte. Carlos Sainz startet in Brasilien vom Ende der Startaufstellung, nachdem er im Qualifying Probleme mit der Zuverlässigkeit des Motors hatte. Sainz kämpft sich durch die Startaufstellung. Das Safety Car wird herausgeholt, als Bottas ausfällt, und die Spannungen zwischen Vettel und Leclerc brechen schließlich aus, als sie ineinander krachen und das Rennen aufgeben. Infolgedessen steigen Albon und Gasly auf die Plätze 2 und 3 auf, während Sainz sich auf Platz 5 erholt hat. Lewis Hamilton, der auf Platz 4 liegt, überholt zuerst Gasly und versucht dasselbe mit Albon zu tun, aber er kracht in ihn hinein und beraubt Albon damit seines ersten F1-Podiums. Lewis Hamilton kämpft dann mit Gasly um Platz 2, scheitert aber, während Gasly sein erstes Formel-1-Podium holt. Sainz kommt als 4. ins Ziel. Lewis Hamilton wird nach dem Rennen bestraft, was Sainz auf Platz 3 befördert. Damit steht Sainz zum ersten Mal auf dem Podium. Statt der Podiumszeremonie mit Gasly und Verstappen feiert Carlos Sainz mit McLaren, die damit eine fünf Jahre andauernde Podiumsdürre beendet haben. Lewis Hamilton wird zum sechsfachen Weltmeister gekrönt. Er feiert dies mit dem Mercedes-Team, das zum sechsten Mal in Folge die Konstrukteurswertung für sich entscheidet. Nico Hülkenberg verabschiedet sich von Renault und Haas nimmt sich vor, 2020 wieder dorthin zurückzukehren, wo sie waren. 2020 laufen viele Verträge der Fahrer aus und 2021 wird eine Budgetobergrenze eingeführt, um den Vorteil der Top-Teams zu verringern. |           |                          |                      |
| Am 28. Februar 2020 wurden alle Folgen der Staffel gleichzeitig bei Netflix veröffentlicht. |           |                          |                      |

### Staffel 3
| Nr. (ges.) | Nr. (St.) | Deutscher Titel                 | Originaltitel                 |
| --- | --------- | ------------------------------- | ----------------------------- |
| 21 | 1         | Geld regiert die Welt           | Cash Is King                  |
| Die Formel-1-Saison 2020 wird mit Vorsaisontests auf dem Circuit de Barcelona-Catalunya eröffnet. Die Teams und Fahrer bereiten alle ihre Autos auf die kommenden Rennen vor. Eine Kontroverse entsteht, als sich herausstellt, dass das Auto von Racing Point dem des letztjährigen Meisterschaftsgewinners Mercedes sehr ähnlich ist. Racing Point zeigt bei den Tests eine hohe Pace, was bei den Rivalen für Unruhe sorgt. Allerdings gibt es auch eine anhaltende COVID-19-Pandemie, die sich auf der ganzen Welt ausbreitet und im gesamten Fahrerlager die Frage aufwirft, ob die Formel-1-Fahrer weiterhin Rennen fahren sollten. Während sich die Teams auf den Großen Preis von Australien vorbereiten, weitet sich die Bedrohung durch die Pandemie auf die Formel 1 aus, da mehrere Teammitglieder positiv auf COVID-19 getestet werden. Dies führt schließlich dazu, dass der Große Preis von Australien abgesagt wird. Viele Rennen im Formel-1-Kalender werden abgesagt oder verschoben, als sich die Pandemie ausbreitet. Viele Teams werden dadurch in ein finanzielles Risiko gebracht. |           |                                 |                               |
| 22 | 2         | Wieder im Rennen                | Back On Track                 |
| Nach mehreren Monaten ohne Rennen hat die Formel 1 einen neuen, modifizierten Kalender ausgearbeitet. Die Saison wird stattdessen in Österreich beginnen. Die Rivalität zwischen Red Bull und Mercedes heizt sich auf, als entdeckt wird, dass Mercedes ein neues System namens DAS erfunden hat, das Mercedes einen Vorteil gegenüber dem Rest des Feldes verschaffen würde. Mercedes darf dieses System für den Rest der Saison 2020 behalten, was Red Bull frustriert. Alex Albon, der auf eine starke Saison 2019 zurückblicken kann, will sich noch weiter verbessern und Red Bull im Kampf um die Konstrukteursmeisterschaft helfen. Bei McLaren möchte Lando Norris eine stärkere zweite Saison haben und näher an seinen Teamkollegen Carlos Sainz Jr. herankommen. Mercedes dominiert das Qualifying und besetzt die erste Startreihe, aber Red Bull drängt die FIA, Lewis Hamilton für das Ignorieren gelber Flaggen während des Qualifyings zu bestrafen. Infolgedessen wird Lewis Hamilton stattdessen aus der fünften Reihe starten. Albon scheint auf dem Weg zum Podium zu sein, doch gegen Ende des Rennens kollidiert er mit Hamilton, der für diesen Vorfall anschließend bestraft wird. Der viertplatzierte Lando Norris erfährt von dieser Strafe, macht Jagd auf Hamilton und fährt die schnellste Runde des Rennens. Das reicht Norris zu seinem ersten Podestplatz in seiner Formel-1-Karriere. Lando Norris feiert sein Podium, während Albon über seine verpasste Chance nachdenkt. |           |                                 |                               |
| 23 | 3         | Von der Nr. 2 an die Spitze     | Nobody’s Fool                 |
| Vor dem Großen Preis von Russland ist Mercedes-Pilot Valtteri Bottas immer wieder frustriert, hinter seinem Teamkollegen Lewis Hamilton ins Ziel zu kommen. Bottas wird schon lange von Mercedes gebeten, Hamilton durchzulassen, um ihn bei seinen Titelkämpfen zu unterstützen. Unterdessen hat Lewis Hamilton die Chance, Michael Schumachers Rekord von 91 Karrieresiegen einzustellen. Im Qualifying holt sich Lewis Hamilton die Pole Position, aber Valtteri Bottas schleppt das Auto von Max Verstappen absichtlich ab, damit dieser auf Platz 3 startet (das würde ihm einen Vorteil verschaffen, wenn das Rennen beginnt). Dies verärgert sowohl Hamilton als auch Mercedes. Vor dem Rennen übt Hamilton seine Starts, um sich darauf einzustellen, aber es endet damit, dass er sie außerhalb des vorgesehenen Bereichs durchführt. Hamilton schafft es, die Führung vor Bottas zu behalten, als das Rennen beginnt. Während des Rennens wird Hamilton jedoch mit einer 10-Sekunden-Strafe für seine illegalen Trainingsstarts bestraft. Dies beschert Bottas einen leichten Sieg, während Hamilton sich nur auf den dritten Platz retten kann. Das Mercedes-Team zeigt sich frustriert über Hamiltons Strafe, ist aber dennoch zufrieden mit dem Gesamtergebnis. |           |                                 |                               |
| 24 | 4         | Was ist bei Ferrari los?        | We Need to Talk About Ferrari |
| Ferrari hat eine katastrophale Saison 2020 hinter sich, in der das Auto nicht mit den Rivalen mithalten konnte. Ihr Fahrer Sebastian Vettel plant, Ferrari am Ende der Saison zu verlassen, während Charles Leclerc unterschrieben hat, um für fünf weitere Jahre bei Ferrari zu bleiben. Beim Großen Preis von Italien hofft Ferrari, die Saison mit einem guten Ergebnis bei ihrem Heimrennen zu beenden. Das Qualifying entpuppt sich als Desaster, da Charles Leclerc nur die 13. schnellste Zeit schafft, während Vettel im Verkehr stecken bleibt und nur 17. wird. Beide Fahrer finden das Auto sehr schwierig zu fahren. Während des Rennens funktionieren die Bremsen von Vettels Auto nicht mehr und er scheidet bald aus dem Rennen aus. Charles Leclerc findet sich wie durch ein Wunder in einer guten Position wieder, doch das Auto zuckt und er scheidet aus dem Rennen aus. Kurz nach dem desaströsen Rennen feiert Ferrari in der Toskana seinen 1000. Grand-Prix-Start. Allerdings wird bekannt, dass Vettel für die Saison 2021 bei Racing Point unterschrieben hat, was die Feierlichkeiten von Ferrari überschattet. |           |                                 |                               |
| 25 | 5         | Das Ende einer Beziehung        | The End of the Affair         |
| Bevor die Saison 2020 beginnt, gibt Daniel Ricciardo bekannt, dass er Renault am Ende des Jahres verlässt und zu McLaren wechselt. Diese Entscheidung wurde nach nur einem Jahr im Team getroffen und belastet die Beziehung zwischen Ricciardo und Teamchef Cyril Abiteboul, der den Wechsel persönlich nimmt. In der Zwischenzeit startete eine Gruppe von Konstrukteuren unter der Führung von Renault einen offiziellen Protest gegen das Auto von Racing Point und beschuldigte es, ein Bremskanal-Design zu verwenden, das vom Mercedes des Vorjahres kopiert wurde. Racing Point argumentiert, dass die Kanäle legal sind, da die Designs vor der Regeländerung gekauft wurden, die es den Teams verbietet, Designs zu teilen. Die FIA bestraft Racing Point schließlich mit einer Geldstrafe in Höhe von 400.000 Euro und zieht 15 Punkte von der Konstrukteursmeisterschaft ab, zur Enttäuschung von Racing Point und seinen Konkurrenten, die argumentieren, dass die Strafe zu milde ist. |           |                                 |                               |
| 26 | 6         | Wer zuletzt lacht               | The Comeback Kid              |
| Nachdem er in der zweiten Hälfte der Saison 2019 von Red Bull Racing zur Scuderia Toro Rosso (jetzt Scuderia AlphaTauri) degradiert wurde, hofft Pierre Gasly, sich nach einer erfolgreichen zweiten Saisonhälfte 2019 im Jahr 2020 zu verbessern. Wenn die Formel 1 2020 zum Großen Preis von Belgien auf den Circuit de Spa-Francorchamps reist, erinnert sich Gasly an den Tod seines engen Freundes Anthoine Hubert in einem Formel-2-Feature-Race im Jahr zuvor. Gasly trägt einen Tribut-Helm in Erinnerung an seinen engen Freund, und er kommt als 8. ins Ziel. Eine Woche später, beim Großen Preis von Italien 2020, fährt Gasly ein gutes Rennen, und als Ergebnis eines Boxenstopps, der vor einer Safety-Car-Phase erfolgte, befindet er sich im Kampf um den Rennsieg. Nachdem Charles Leclerc in der letzten Kurve der Strecke ausfällt, kommt eine rote Flagge heraus, um das Rennen vorübergehend zu unterbrechen. Nachdem Lewis Hamilton die erste Runde des neu gestarteten Rennens absolviert hat, muss er an die Box kommen, um eine 10-Sekunden-Stop-and-Go-Strafe abzusitzen, weil er an die Box kam, als die Boxengasse geschlossen war. Gasly muss nun den angreifenden McLaren MCL35 von Carlos Sainz Jr. abwehren. In der letzten Runde sieht es so aus, als würde Sainz Gasly überholen, aber Gasly bleibt dran und holt sich seinen ersten Formel-1-Sieg. Damit ist er der erste französische Fahrer, der ein Formel-1-Rennen seit Olivier Panis beim Grand Prix von Monaco 1996 gewinnt, und der erste Sieg für die Scuderia AlphaTauri seit ihrem Sieg auf derselben Strecke im Jahr 2008, damals noch unter dem Namen Toro Rosso. |           |                                 |                               |
| 27 | 7         | Günthers Entscheidung           | Guenther’s Choice             |
| Nach den schlechtesten Ergebnissen von Haas in der Formel 1 im Jahr 2019 und dem Verlust des Titelsponsors Rich Energy sowie einer nicht besser verlaufenden Saison 2020 sucht Haas verzweifelt nach einer Wende und einer Injektion von neuen Sponsoren. Teamchef Günther Steiner hat die Aufgabe, ein Sponsoring mit einem ungenannten deutschen Unternehmen (1&1 IONOS) zu sichern, während er gleichzeitig unter Druck steht, einen seiner Fahrer durch den deutschen Formel-2-Meister Mick Schumacher, den Sohn des siebenmaligen Formel-1-Weltmeisters Michael Schumacher, zu ersetzen. Doch auch Alfa Romeo buhlt um Schumacher, und Steiner ist gezwungen, den Hebel umzulegen und beide Haas-Fahrer zu entlassen, um Schumacher und Nikita Masepin, den Sohn des russischen Milliardärs Dmitri Masepin, zu verpflichten. |           |                                 |                               |
| 28 | 8         | Es gibt nichts zu bedauern      | No Regrets                    |
| Da Carlos Sainz Jr. bereits bestätigt hat, dass er für die Saison 2021 zu Ferrari wechselt, verlagert McLaren seine Bemühungen auf die Unterstützung seines baldigen ehemaligen Teamkollegen Lando Norris, was zu Spannungen zwischen den Fahrern führt, da Norris anfängt, eine bevorzugte Behandlung zu erhalten. Sainz muss derweil nach Ferraris desaströser Leistung in der Saison 2020 über seine Entscheidung nachdenken, zu wechseln. Beim Großen Preis von Italien wird Sainz Zweiter, nachdem er einem ersten Sieg sehr nahegekommen ist, während Ferrari ein katastrophales Wochenende erlebt. |           |                                 |                               |
| 29 | 9         | Fahrer in Flammen               | Man On Fire                   |
| In der Eröffnungsrunde des Großen Preises von Bahrain kommt Romain Grosjeans Haas VF-20 von der Strecke ab und kracht mit 192 km/h in eine Metallbarriere, die das Auto in zwei Hälften teilt und die vordere Hälfte in Brand setzt. Das Rennen wird schnell unterbrochen, während Stewards und medizinische Teams Grosjean zu Hilfe eilen, während Fahrer und Fahrerlager gleichermaßen ihren Schock über die Schwere des Unfalls zum Ausdruck bringen. Nach langen 28 Sekunden kommt Grosjean aus den Flammen, ohne Hilfe, aber mit Verbrennungen zweiten Grades, aus dem Wrack. Währenddessen kämpft Red Bulls Alex Albon nach einer Saison mit enttäuschenden Ergebnissen darum, sich bei seinem Team zu beweisen. Obwohl das Team ihn öffentlich unterstützt, gibt es Gerüchte, dass sie Sergio Pérez als potenziellen Ersatz umwerben, nachdem Pérez von Racing Point rausgeworfen wurde. Obwohl Albon in Bahrain einen respektablen dritten Platz belegte (während Pérez wegen eines mechanischen Problems aufgeben musste), gelang Pérez beim darauffolgenden Sakhir Grand Prix eine beeindruckende Leistung – er erholte sich erfolgreich vom letzten Platz, nachdem er in der ersten Runde mit Charles Leclerc kollidiert war, und gewann das Rennen. Die Episode endet damit, dass Teamchef Christian Horner Pérez anruft und ihm zu seinem Wechsel zu Red Bull gratuliert. |           |                                 |                               |
| 30 | 10        | Spannung bis zum letzten Rennen | Down to the Wire              |
| Es ist das letzte Rennen der Saison, der Abu Dhabi Grand Prix, und obwohl sich Mercedes und Red Bull bereits den ersten und zweiten Platz in der Konstrukteurs-WM gesichert haben, tobt noch ein Kampf zwischen McLaren, Racing Point und Renault um den dritten Platz. Racing Point liegt vor dem Rennen auf dem dritten Platz, mit 10 Punkten Rückstand auf McLaren und 22 Punkten auf Renault. Im Qualifying qualifizieren sich die Fahrer von McLaren auf den Plätzen 4 und 6 und Renault auf den Plätzen 11 und 12. Lance Stroll von Racing Point qualifiziert sich als Achter, aber sein Teamkollege Sergio Pérez muss aus der letzten Reihe starten, nachdem sein Auto außerhalb des erlaubten Kontingents Ersatzteile für die Power Unit benötigt. Das hilft im Rennen wenig, als ein Defekt der Power Unit Pérez in Runde 9 zur Aufgabe zwingt und die Platzierung des Teams ernsthaft gefährdet. Bis zur Zielflagge gewinnt McLaren erfolgreich 18 Meisterschaftspunkte, Renault weitere neun und Racing Point nur einen; damit sichert sich McLaren den dritten Platz in der Konstrukteurswertung. Am Ende der Saison verabschieden sich die Teams von ihren scheidenden Fahrern, Racing Point gibt die Umbenennung in Aston Martin bekannt und Lewis Hamilton spricht über seine Erfahrungen mit Rassismus in seiner Formel-1-Karriere und seinen Wunsch, nach den Morden an George Floyd und Breonna Taylor die Stimme zu erheben. |           |                                 |                               |
| Am 19. März 2021 wurden alle Folgen der Staffel gleichzeitig bei Netflix veröffentlicht. |           |                                 |                               |

### Staffel 4
| Nr. (ges.)                                                                               | Nr. (St.) | Deutscher Titel          | Originaltitel       |
| ---------------------------------------------------------------------------------------- | --------- | ------------------------ | ------------------- |
| 31                                                                                       | 1         | Kampf der Titanen        | Clash of the Titans |
| 32                                                                                       | 2         | Das Ass im Ärmel         | Ace in the Hole     |
| 33                                                                                       | 3         | Der Wendepunkt           | Tipping Point       |
| 34                                                                                       | 4         | Ein langer Weg nach oben | A Mountain to Climb |
| 35                                                                                       | 5         | Das Leben geht weiter    | Staying Alive       |
| 36                                                                                       | 6         | Die Zeit ist reif        | A Point to Prove    |
| 37                                                                                       | 7         | Wachstumsschmerzen       | Growing Pains       |
| 38                                                                                       | 8         | Der mit dem Wolff tanzt  | Dances with Wolff   |
| 39                                                                                       | 9         | Mit harten Bandagen      | Gloves are Off      |
| 40                                                                                       | 10        | Hartes Rennen            | Hard Racing         |
| Am 11. März 2022 wurden alle Folgen der Staffel gleichzeitig bei Netflix veröffentlicht. |           |                          |                     |

### Staffel 5
| Nr. (ges.)                                                                                  | Nr. (St.) | Deutscher Titel                | Originaltitel          |
| ------------------------------------------------------------------------------------------- | --------- | ------------------------------ | ---------------------- |
| 41                                                                                          | 1         | Ein Neuanfang                  | The New Dawn           |
| 42                                                                                          | 2         | Wieder im Geschäft             | Bounce Back            |
| 43                                                                                          | 3         | Eine Frage des Prinzips        | Matter of Principal    |
| 44                                                                                          | 4         | Wie der Vater so der Sohn?     | Like Father, Like Son? |
| 45                                                                                          | 5         | Verzeihen Sie mein Französisch | Pardon My French       |
| 46                                                                                          | 6         | Nette Jungs verlieren          | Nice Guys Finish Last  |
| 47                                                                                          | 7         | Auf dem heißen Stuhl           | Hot Seat               |
| 48                                                                                          | 8         | Alpha Male                     | Alpha Male             |
| 49                                                                                          | 9         | Über dem Limit                 | Over The Limit         |
| 50                                                                                          | 10        | Das Ende der Straße            | End of the Road        |
| Am 24. Februar 2023 wurden alle Folgen der Staffel gleichzeitig bei Netflix veröffentlicht. |           |                                |                        |

### Staffel 6
| Nr. (ges.)                                                                                  | Nr. (St.) | Deutscher Titel        | Originaltitel    |
| ------------------------------------------------------------------------------------------- | --------- | ---------------------- | ---------------- |
| 51                                                                                          | 1         | Rund ums Geld          | Money Talks      |
| 52                                                                                          | 2         | In Ungnade             | Fall from Grace  |
| 53                                                                                          | 3         | Unter Druck            | Under Pressure   |
| 54                                                                                          | 4         | Das letzte Kapitel     | The Last Chapter |
| 55                                                                                          | 5         | Bürgerkrieg            | Civil War        |
| 56                                                                                          | 6         | Vertrauensvorschuss    | Leap of Faith    |
| 57                                                                                          | 7         | C’est la vie           | C’est la Vie     |
| 58                                                                                          | 8         | Forza Ferrari          | Forza Ferrari    |
| 59                                                                                          | 9         | Drei ist einer zu viel | Three’s a Crowd  |
| 60                                                                                          | 10        | Rot oder Schwarz       | Red or Black     |
| Am 23. Februar 2024 wurden alle Folgen der Staffel gleichzeitig bei Netflix veröffentlicht. |           |                        |                  |

### Staffel 7
| Nr. (ges.)                                                                              | Nr. (St.) | Deutscher Titel            | Originaltitel            |
| --------------------------------------------------------------------------------------- | --------- | -------------------------- | ------------------------ |
| 61                                                                                      | 1         | Alles wie gehabt           | Business As Usual        |
| 62                                                                                      | 2         | Befreundete Rivalen        | Frenemies                |
| 63                                                                                      | 3         | Die Suche nach Nummer Eins | Looking Out For Number 1 |
| 64                                                                                      | 4         | Carlos sucht               | Carlos Signs             |
| 65                                                                                      | 5         | Der Fluch von Leclerc      | Le Curse Of Leclerc      |
| 66                                                                                      | 6         | Glücksrad                  | Wheels of Fortune        |
| 67                                                                                      | 7         | In der Hitze der Nacht     | In The Heat Of The Night |
| 68                                                                                      | 8         | Ellbogen raus              | Elbows Out               |
| 69                                                                                      | 9         | Unter neuer Leitung        | Under New Management     |
| 70                                                                                      | 10        | Endspiel                   | End Game                 |
| Am 7. März 2025 wurden alle Folgen der Staffel gleichzeitig bei Netflix veröffentlicht. |           |                            |                          |